# Doručak
Doručak predstavlja prvi obrok tokom dana. Doručak se kao vrsta obroka razlikuje od kulture do kulture širom sveta, ali često uključuje ugljene hidrate kao što su žitarice ili pirinač, voće i/ili povrće, proteini, ponekad mlečne proizvode i piće. Nutricionisti smatraju doručak najvažnijim obrokom u jednom danu. Ovo mišljenje zasnovano je na studijama velikog broja ljudi na Zapadu koji preskaču doručak, što negativno utiče na njihovu koncentraciju, metabolizam i težinu.

## Istorija
Staroengleska reč za večeru, disner, znači prekinuti post, i odnosila se na prvi obrok koji se jeo u danu, dok se značenje reči nije promenilo sredinom 13. veka. Tek u 15. veku engleska reč breakfast je počela da se koristi u pisanom engleskom jeziku za opisivanje jutarnjeg obroka, što doslovno znači prekinuti period posta prethodne noći; u staroengleskom izraz je bio morgenmete sa značenjem „jutarnji obrok”.

## Efekat na zdravlje
Dok se doručak obično naziva „najvažnijim obrokom dana”, neka epidemiološka istraživanja ukazuju na to da doručak sa visokim sadržajem brzo dostupnih ugljenih hidrata povećava rizik od metaboličkog sindroma. Sadašnje stručno mišljenje je u velikoj meri u korist konzumiranja doručka, mada neki osporavaju pozitivne implikacije njegovog „najvažnijeg” statusa. Uticaj doručka na upravljanje telesnom težinom nije jasan.

## Tipičan doručak u pojedinim delovima sveta

### Azija
- Japan. Tradicionalni japanski doručak uključuje pirinač, morske plodove i fermentisane namirnice, što se ne razlikuje mnogo od onoga što se jede i tokom drugih obroka u japanskoj kuhinji. Izuzetak je nato (vrsta fermentisane soje) koji se često jede za doručak. Tipičan doručak u japanskom restoranu uključuje miso supu, pirinač s norijem ili drugim garnirungom, nato, pirinčanu kašu, ribu s roštilja, sirovo jaje i povrće iz turšije. Tipično piće uz doručak je tradicionalni zeleni čaj.[13][14]

### Evropa
- Nemačka. Tipičan nemački doručak sastoji se od hleba ili peciva sa maslacem i džemom, uz koji idu čaj ili kafa, ili pak sok od pomorandže. Obimniji doručak uključuje suvo meso, sireve i meko-kuvano jaje. Žitarice, voće i jogurt ili surutka takođe su popularne opcije.[15] U Bavarskoj je popularna regionalna varijanta Veißvurst-Fruhstuck koja se sastoji od bele kobasice (Weißwurst), slatkog senfa, perece i opciono pinte pšeničnog piva.[16]

### Јужна Америка
- Бразил. хлеб са роштиља, хлеб од сира, сир, кобасице, природни сок.

## Galerija
- Francuski doručak
- Engleski doručak
- Doručak u avionu
- Turski doručak
- Marokanski doručak

## Literatura
- Albala, Ken (2002). Hunting for Breakfast in Medieval and Early Modern Europe. Devon, UK.
- Anderson, Heather Arndt (2013). Breakfast: A History. AltaMira Press. ISBN 978-0759121652.
- Goodhugh, William; Cooke Taylor, William, ур. (1843). The Bible cyclopædia: or, Illustrations of the civil and natural history of the sacred writings. Oxford University.
- Kealey, Terence (2016). Breakfast Is a Dangerous Meal: Why You Should Ditch Your Morning Meal for Health and Wellbeing. London: Fourth Estate. ISBN 978-0008172343. OCLC 994867927.
- Anderson, Heather Arndt (2013). Breakfast: A History. AltaMira Press, a division of Rowman & Littlefield Publishers, Incorporated. ISBN 9780759121638.
- The English Breakfast: The Biography of a National Meal, with Recipes. ISBN 0857854542.
- Eating History: Thirty Turning Points in the Making of American Cuisine. ISBN 0231140932.
- Food and Cooking in Victorian England: A History. ISBN 0275987086.
- Cuisine and Culture: A History of Food and People. ISBN 1118098757.
- Ency Kitchen History. ISBN 0203319176.. (scroll down in preview)
- A History of Food. ISBN 144430514X.
- Southern Food: At Home, on the Road, in History. ISBN 0807844179.
- Internal Cleansing, Revised 2nd Edition. ISBN 0307874419.
- Corn Meal for Breakfast, Dinner, Supper. ISBN 1149900814.
- Albala, Ken (2008). Pancake: A Global History. Reaktion Books.
- Handbook of Cereal Science and Technology. ISBN 0824782941.
- Chemistry and Technology of Cereals as Food and Feed. ISBN 0442308302.
- An Uncommon History of Common Things. ISBN 1426204205.
- An Irresistible History of Southern Food: Four Centuries of Black Eyed Peas, Collard Greens, and Whole Hog Barbecue. ISBN 1609491939.[мртва веза]
- Foods and Nutrition Encyclopedia, Volume 1. ISBN 0849389801.
- Joie de Vivre: Simple French Style for Everyday Living. ISBN 1439106843.
- Kealey, Terence (2016). Breakfast is a Dangerous Meal: Why You Should Ditch Your Morning Meal For Health and Wellbeing. London: Fourth Estate. ISBN 978-0008172343. OCLC 994867927.
- Rampersaud, Gail C.; Pereira, Mark A.; Girard, Beverly L.; Adams, Judi; Metzl, Jordan D. (2005). „Breakfast Habits, Nutritional Status, Body Weight, and Academic Performance in Children and Adolescents”. Journal of the American Dietetic Association. 105 (5): 743—60. PMID 3552. doi:10.1016/j.jada.2005.02.007.
- Kealey, Terence (2016). Breakfast Is a Dangerous Meal: Why You Should Ditch Your Morning Meal for Health and Wellbeing. London: Fourth Estate. ISBN 978-0008172343. OCLC 994867927.
- Kipling, Rudyard (1930). American Notes. Standard Book Company.
- Stebbins, Jane E.; T. A. H. Brown (1874). Fifty Years History of the Temperance Cause: Intemperance the Great National Curse. Hartford, Connecticut: L. Stebbins.
- Stead, William T. (1894). If Christ Came to Chicago. Laird & Lee.
- „Definition of Lunch Box by Merriam-Webster”. Merriam-Webster.com.
- „Definition of Lunch box at Dictionary.com”. Dictionary.com. Архивирано из оригинала 10. 12. 2021. г. Приступљено 04. 07. 2023.
- „A Bite in a Fashionable Box”. The New York Times. 8. 9. 2018. „This lunch box from Jean-Georges Vongerichten”
- „LUNCHBOX definition in the Cambridge English Dictionary”. Cambridge.com.
- „Lunch box definition and meaning (Collins English Dictionary)”. CollinsDictionary.com. „in American English, also lunch box”
- „LUNCHBOX (Macmillan Dictionary)”.
- „Taking America to Lunch”. „over the past century in the United States the most message-laden is the child's metal lunch box”
- „Taking America to Lunch – The First Generation”. Smithsonian National Museum of American History. Архивирано из оригинала 2005-04-02. г. Приступљено 2022-08-21.
- Franklin, Linda Campbell (2007). „Lunch boxes, dinner pails, and picnic kits”.  Ур.: Smith, Andrew F. The Oxford Companion to American Food and Drink (на језику: енглески). Oxford University Press, USA. стр. 361—362. ISBN 9780195307962.
- „Consumer Reports: Babies and Kids Product Reviews and Ratings - Consumer Reports”. Consumer Reports.
- „Testing lead in vinyl lunchboxes”. Архивирано из оригинала 2009-12-21. г.
- Ralph Kovel; Terry Kovel (24. 7. 2000). „Let's Do Lunch Boxes”. Forbes. стр. 378. Архивирано из оригинала 2011-01-29. г.
- LLC, New York Media (7. 11. 1988). „New York Magazine”. New York Media, LLC  — преко Google Books.
- David Brooks (22. 8. 2008). „Hoping it's Biden”. The New York Times.

## Spoljašnje veze
- (језик: енглески)
- „”. Архивирано на веб-сајту  (9. октобар 2009) (језик: енглески)
- (језик: енглески)
- (језик: енглески)